# Phoenix Critics Circle Awards 2019
6. ročník předávání cen Phoenix Critics Circle Awards se konal dne 14. prosince 2019. Nominace byly oznámeny dne 11. prosince 2019.

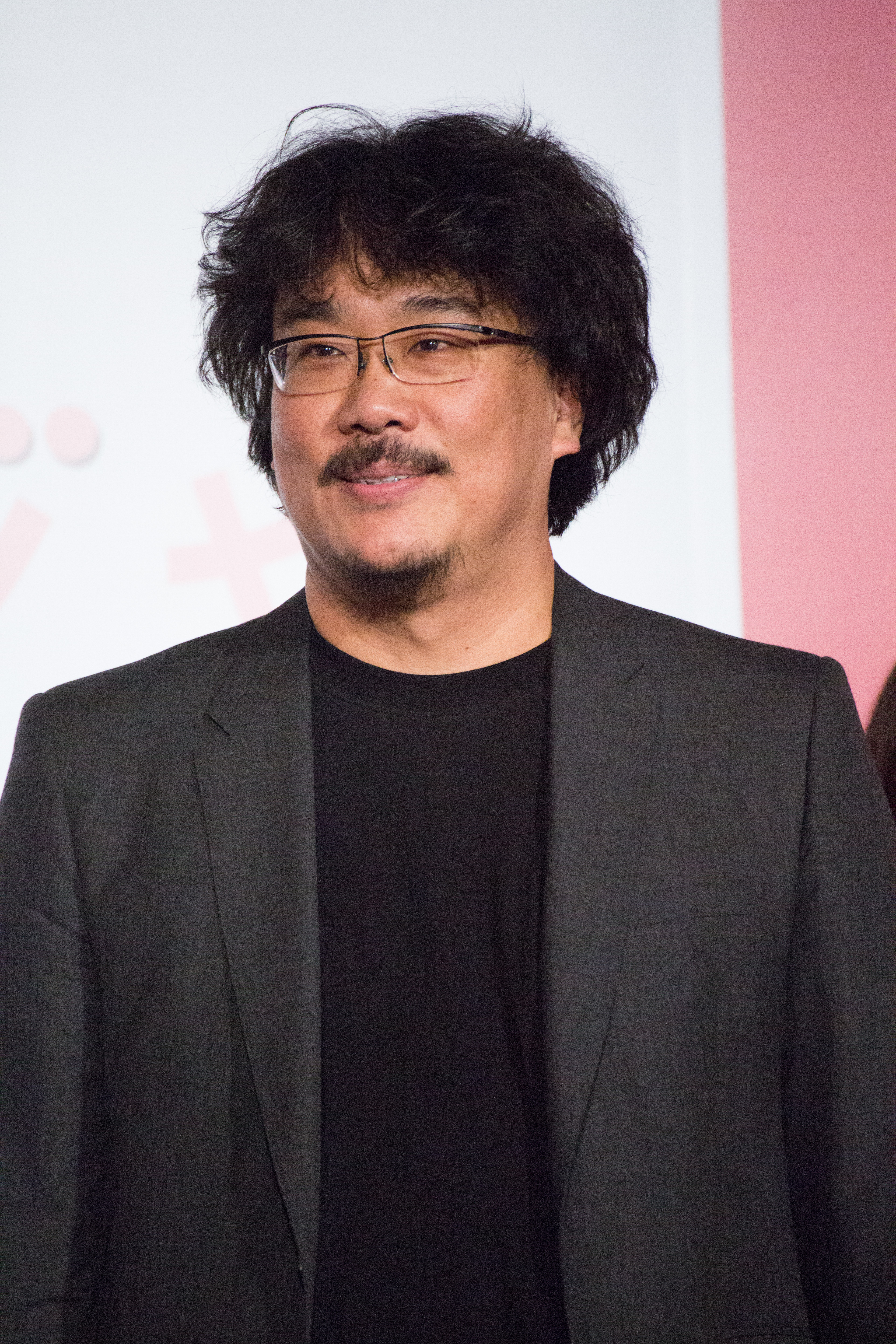
Pon Džun-ho, vítěz v kategoriích nejlepší režisér za film Parazit

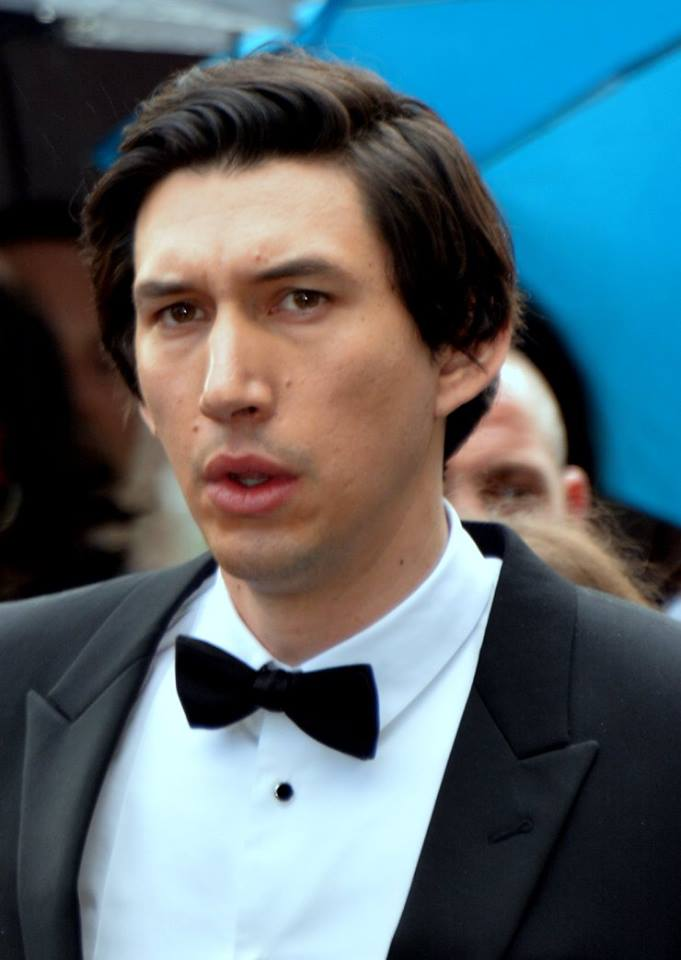
Adam Driver, vítěz v kategorii nejlepší mužský herecký výkon v hlavní roli za výkon ve filmu Manželská historie

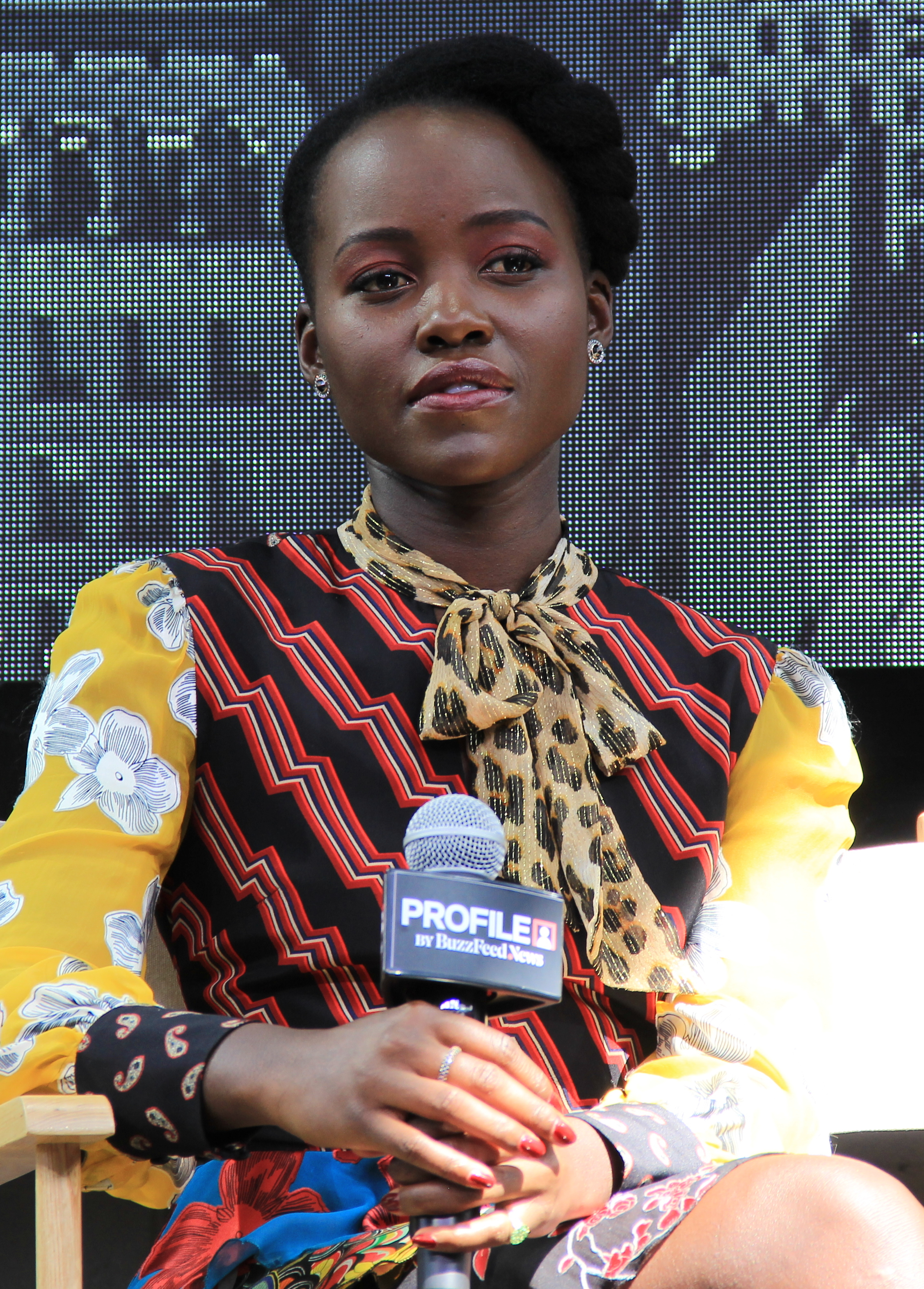
Lupita Nyong'o, vítězka v kategorii nejlepší ženský herecký výkon v hlavní roli za výkon ve filmu My

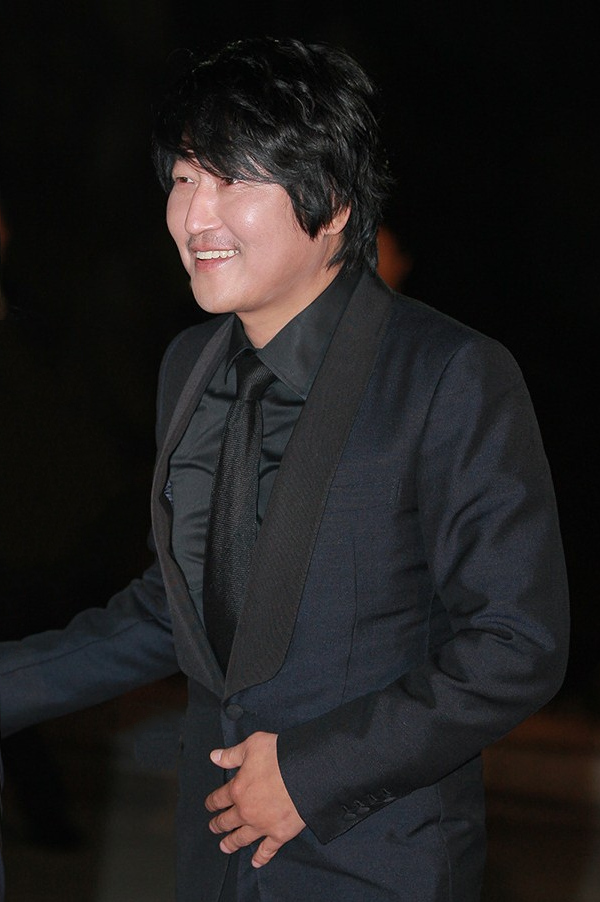
Song Kang-ho, vítěz v kategorii nejlepší mužský herecký výkon ve vedlejší roli za výkon ve filmu Parazit

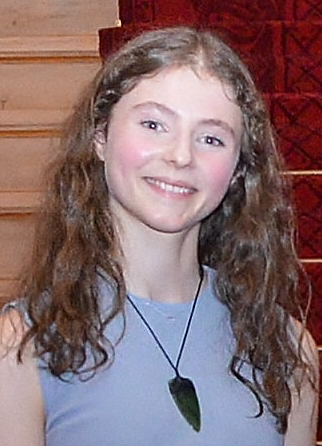
Thomasin McKenzie, vítězka v kategorii nejlepší ženský herecký výkon ve vedlejší roli za výkon ve filmu Králíček Jojo

## Vítězové a nominovaní

### Nejlepší film
Parazit
- 1917
- Irčan
- Králíček Jojo
- Manželská historie
- Portrét dívky v plamenech

### Nejlepší režisér
Pon Džun-ho – Parazit
- Sam Mendes – 1917
- Martin Scorsese – Irčan
- Taika Waititi – Králíček Jojo
- Quentin Tarantino – Tenkrát v Hollywoodu

### Nejlepší scénář
Rian Johnson – Na nože
- Noah Baumbach – Manželská historie
- Pon Džun-ho a Han Jin Won– Parazit
- Quentin Tarantino – Tenkrát v Hollywoodu
- Taika Waititi – Králíček Jojo

### Nejlepší herec v hlavní roli
Adam Driver jako Charlie Barber – Manželská historie
- Robert De Niro jako Frank Sheeran – Irčan
- Joaquin Phoenix jako Arthur Fleck / Joker – Joker
- Leonardo DiCaprio jako Rick Dalton – Tenkrát v Hollywoodu
- Eddie Murphy jako Rudy Ray Moore – Jmenuju se Dolemite

### Nejlepší herečka v hlavní roli
Lupita Nyong'o jako Adelaide Wilson / Red – My
- Awkwafina jako Billi Wang – The Farewell
- Scarlett Johansson jako Nicole Barber – Manželská historie
- Saoirse Ronan jako Josephine "Jo" March – Malé ženy
- Renée Zellweger jako Judy Garland – Judy

### Nejlepší herec ve vedlejší roli
Song Kang-Ho jako Kim Ki-taek– Parazit
- Willem Dafoe jako Thomas Wake – The Lighthouse
- Tom Hanks jako Fred Rogers – A Beautiful Day in the Neighborhood
- Joe Pesci jako Russell Bufalino – Irčan
- Brad Pitt jako Cliff Booth – Tenkrát v Hollywoodu

### Nejlepší herečka ve vedlejší roli
Thomasin McKenzie jako Elsa – Králíček Jojo
- Jennifer Lopez jako Ramona Vega – Zlatokopky
- Laura Dern jako Nora Fanshaw – Manželská historie
- Annette Bening jako Dianne Feinstein – The Report
- Margot Robbie jako Kayla Pospisil – Bombshell
- Zhao Shuzhen jako Nai Nai – The Farewell

### Nejlepší dokument
Apollo 11
- Americká továrna
- Hail Satan?
- Země medu
- One Child Nation

### Nejlepší cizojazyčný film
Parazit (Jižní Korea)
- Atlantique (Senegal)
- The Farewell (USA)
- Monos (Kolumbie/Argentina/Nizozemsko/Dánsko/Švédsko/Německo/Uruguay/USA)
- Portrét dívky v plamenech (Francie)

### Nejlepší animovaný film
Toy Story 4: Příběh hraček
- Ledové království II
- Hledá se Yetti
- Kde je moje tělo?
- Jak vycvičit draka 3

### Nejlepší skladatel
Hildur Guðnadóttir – Joker
- Alexandre Desplat – Malé ženy
- Thomas Newman – 1917
- Michael Abels – My

### Nejlepší kamera
Roger Deakins – 1917
- Jörg Widmer – A Hidden Life
- Rodrigo Prieto – Irčan
- Jarin Blaschke – The Lighthouse
- Robert Richardson – Tenkrát v Hollywoodu
- Hong Kyung-pyo – Parazit
- Claire Mathon – Portrét dívky v plamenech

### Nejlepší komedie
Králíček Jojo
- Tenkrát v Hollywoodu
- Jmenuju se Dolemite
- Na nože
- Šprtky to chtěj taky

### Nejlepší horor
My
- The Lighthouse
- Doktor Spánek od Stephena Kinga
- Slunovrat
- Siempre Vuelven

### Nejlepší sci-fi film
Ad Astra
- Alita: Bojový Anděl
- Avengers: Endgame
- Captain Marvel
- High Life
- Terminátor: Temný osud

### Speciální oceněn
Nejlepší obsazení: Na nože
Celoživotní ocenění: Thelma Schoonmaker